# The Forgotten – Die Wahrheit stirbt nie
The Forgotten – Die Wahrheit stirbt nie (Originaltitel: The Forgotten) ist eine US-amerikanische Fernsehserie die von 2009 bis 2010 produziert wurde.
Wie ABC bei den jährlichen Upfronts bekannt gab, wird die Serie nicht über eine Staffel mit 17 Folgen hinauskommen.

## Handlung
Eine Gruppe von Freiwilligen verschreibt sich der Aufklärung von Mordfällen, in denen die Opfer nicht identifiziert werden konnten und nicht im Fokus polizeilicher Ermittlungen sind. Die namenlosen Toten erzählen aus dem Off ihre Geschichte selbst, während sie die Nachforschungen der Amateurdetektive aus dem Jenseits beobachten. Einige von ihnen fasziniert die Herausforderung, andere jedoch sind auf irgendeine Art von einem unaufgeklärten Verbrechen betroffen, das sie seit Jahren quält.

## Synchronisation
Die deutsche Synchronisation entstand 2009 im Auftrag der Scalamedia Studios in Berlin unter der Dialogregie von Kim Hasper, der auch in Kooperation mit Sven Hasper für das Dialogbuch verantwortlich war.
| Rolle                   | Schauspieler     | Synchronsprecher  | Hauptrolle (Episoden) |
| ----------------------- | ---------------- | ----------------- | --------------------- |
| Alex Donovan            | Christian Slater | Sven Hasper       | 1x01–1x17             |
| Candace Butler          | Michelle Borth   | Giuliana Jakobeit | 1x01–1x17             |
| Lindsey Drake           | Heather Stephens | Katrin Zimmermann | 1x01–1x13             |
| Walter Bailey           | Bob Stephenson   | Lutz Schnell      | 1x01–1x17             |
| Detective Grace Russell | Rochelle Aytes   | Natascha Geisler  | 1x01–1x17             |
| Tyler Davies            | Anthony Carrigan | Tim Knauer        | 1x01–1x17             |
| Maxine Denver           | Elisha Cuthbert  | Sonja Spuhl       | 1x12–1x17             |

## Ausstrahlung
Die 45 Minuten langen Folgen wurden von Mark Friedman entwickelt und vom amerikanischen Produzenten Matthew Carlisle produziert.
In den USA wurde die Serie zum ersten Mal am 22. September 2009 auf ABC ausgestrahlt. Nach der Folge 15, die am 9. März 2010 ausgestrahlt worden ist, setzte ABC die Serie, wegen zu schlechten Quoten, vom Sendeplan. Die letzten zwei Folgen wurden im Sommer am 3. Juli 2010 ausgestrahlt.
Im deutschsprachigen Raum strahlt der deutsche Free-TV-Sender kabel eins die Serie seit dem 9. September 2010 aus.

## Episodenliste
| Nr. | Deutscher Titel          | Originaltitel  | Erstausstrahlung USA | Deutschsprachige Erstausstrahlung (D) | Regie               | Drehbuch                           |
| --- | ------------------------ | -------------- | -------------------- | ------------------------------------- | ------------------- | ---------------------------------- |
| 1   | Der blaue Teufel         | Pilot          | 22. Sep. 2009        | 9. Sep. 2010                          | Danny Cannon        | Mark Friedman                      |
| 2   | Brautkleid für eine Tote | Diamond Jane   | 29. Sep. 2009        | 16. Sep. 2010                         | Jeffrey Hunt        | Lukas Reiter                       |
| 3   | Ein ungekrönter Held     | Football John  | 6. Okt. 2009         | 23. Sep. 2010                         | Holly Dale          | Seamus Kevin Fahey & David Slack   |
| 4   | Fallschirmkind           | Parachute Jane | 13. Okt. 2009        | 30. Sep. 2010                         | Paul McCrane        | Holly Harold & Marqui Jackson      |
| 5   | Ein normaler Mann        | River John     | 20. Okt. 2009        | 7. Okt. 2010                          | Oz Scott            | Marqui Jackson & Mark Friedman     |
| 6   | Katie                    | Canine John    | 27. Okt. 2009        | 14. Juli 2010                         | Bill Eagles         | Stephen Gallagher                  |
| 7   | Tote Gleise              | Railroad Jane  | 3. Nov. 2009         | 14. Okt. 2010                         | Deran Sarafian      | David Slack                        |
| 8   | Das letzte Kapitel       | Prisoner Jane  | 17. Nov. 2009        | 21. Okt. 2010                         | Nathan Hope         | Rick Eid                           |
| 9   | Risiko                   | Lucky John     | 1. Dez. 2009         | 21. Okt. 2010                         | Tucker Gates        | Lukas Reiter                       |
| 10  | Liebesmüh                | Double Doe     | 5. Jan. 2010         | 28. Okt. 2010                         | Karen Gaviola       | Debra J. Fisher                    |
| 11  | Ein Traum von Amerika    | Patient John   | 12. Jan. 2010        | 28. Okt. 2010                         | Guy Ferland         | Stephen Gallagher                  |
| 12  | Der Sturz                | My John        | 9. Feb. 2010         | 4. Nov. 2010                          | Deran Sarafian      | Seamus Kevin Fahey & Mark Friedman |
| 13  | Gekauftes Glück          | Mama Jane      | 16. Feb. 2010        | 4. Nov. 2010                          | Dermott Downs       | Rick Eid & Marqui Jackson          |
| 14  | Das Mädchen im Zug       | Train Jane     | 23. Feb. 2010        | 11. Nov. 2010                         | Jeffrey Hunt        | David Slack                        |
| 15  | Eine Frage der Zeit      | Donovan Doe    | 9. März 2010         | 18. Nov. 2010                         | Christopher Misiano | Marqui Jackson & Mark Friedman     |
| 16  | Große Träume             | Designer Jane  | 3. Juli 2010         | 11. Nov. 2010                         | Felix Alcala        | Debra J. Fisher & Holly Harold     |
| 17  | Das fremde Spiegelbild   | Living Doe     | 3. Juli 2010         | 18. Nov. 2010                         | Guy Ferland         | Corey Miller                       |